# Homoeocera stictosoma
Homoeocera stictosoma är en fjärilsart som beskrevs av Druce 1898. Homoeocera stictosoma ingår i släktet Homoeocera och familjen björnspinnare. Inga underarter finns listade i Catalogue of Life.